# محافظة المجمعة
محافظة المجمعة - هي إحدى محافظات منطقة الرياض في المملكة العربية السعودية، يَحُدُّها من الشمالِ المنطقة الشرقية ومنطقة القصيم، ومن الجنوب محافظة ثادق ومحافظة شقراء، ومن الشرق محافظة رماح، ومن الغرب محافظة الزلفي ومحافظة الغاط. تبلغ مساحة المحافظة 30,000 كلم2. وبلغ عدد سكان محافظة المجمعة (151,877) نسمة حسب تعداد السعودية 2022.
وتضم أكثر من 60 مدينة وقرية وهجرة من أكبرها: جلاجل، والروضة، والحوطة والتويم، والعودة، وعشيرة، وتمير، ومبايض، والأرطاوية.
مدينة المجمعة هي مركز المحافظة وأكبر مدنها وتضم المحافظة جامعة واحدة هي جامعة المجمعة. يشغل منصب المحافظ الأستاذ سلطان بن سعد السديري.

## الموقع
تقع المجمعة في وسط السعودية على بعد ما يقارب 200 كم إلى الشمال من العاصمة الرياض، وتعرف معظم الإقليم المعروف جنوب مدينة المجمعة باسم سدير. ومقر المدينة هي المجمعة ، وتتبعها العديد من المراكز والقرى والهجر، منها:
- الخطامة بسدير
- الداخله بسدير
- جوَي
- حرمة
- جلاجل بسدير
- حوطة سدير بسدير
- روضة سدير بسدير
- الأرطاوية
- القاعية والتي حدثت بها معركة القاعية بين عبد العزيز بن فيصل بن دويش وبين الملك عبد العزيز عام 1347هـ
- تمير بسدير
- جنوبية سدير بسدير
- العطار بسدير
- التويم
- عُشَيرة بسدير
- الجنيفي بسدير
- عودة سدير (العودة)
- الحصون بسدير
- جراب والتي حدثت بها معركة جراب عام 1333هـ بين الملك عبد العزيز وبين الأمير سعود بن رشيد
- وشي
- الحاير

## السكان
- بلغ عدد سكان محافظة المجمعة (151,877) نسمة حسب تعداد السعودية 2022، عدد السعوديين (98,474) نسمة، وعدد غير السعوديين (53,403) نسمة.[4]
- بلغ عدد سكان المجمعة ما يزيد عن 150 الف نسمة بحسب إحصاء عام 2013،[5]

## تاريخ المجمعة
للمجمعة وأهلها تاريخ مجيد، فقد حدث في عام 1137هـ إبان حملة حسين أبو ظاهر على نجد واتخاذه من عنيزة منطلقًا أن أرسل شخصا يدعى موسى كاشف لتحصيل الزكاة؛ ولكن شجاعة أهل المجمعة وغيرهم من القبائل المحيطة بهم واجهت تلك الجموع التي قدمت إليهم، وقتلوا ذلك القائد مما دفع بجنوده إلى العودة يجرون أذيال الخيبة.
ويروي الشيخ عثمان الصالح نقلًا عن كبار السن في المجمعة أن كتيبة تركية قدمت للاستيلاء على المجمعة، وإخضاعها إبان الحملة التركية على نجد. وعندما أقبلت على المجمعة وقبل وصولها بيوم وكانت لا تعرف الطريق إليها سألت أحد رجال البادية من قبيلة السهول عن الطريق وأن يكون دليلا لهم، فاحتال عليهم ورحّب بالفكرة وقال: تعالوا معي ودلّهم على أرض بعيدة عن الماء وعن المدينة ثم قال انتظروني إلى الغد. واتجه إلى الأمير إبراهيم العسكر أمير المجمعة فاتجه الأمير ومعه نخبة من رجاله وأحاطوا بالكتيبة وأخذوا السلاح منهم وقضوا عليهم. وكان معهم مدفع صغير وقد علمت أنه لا زال باقيا في المجمعة.

## المعارك

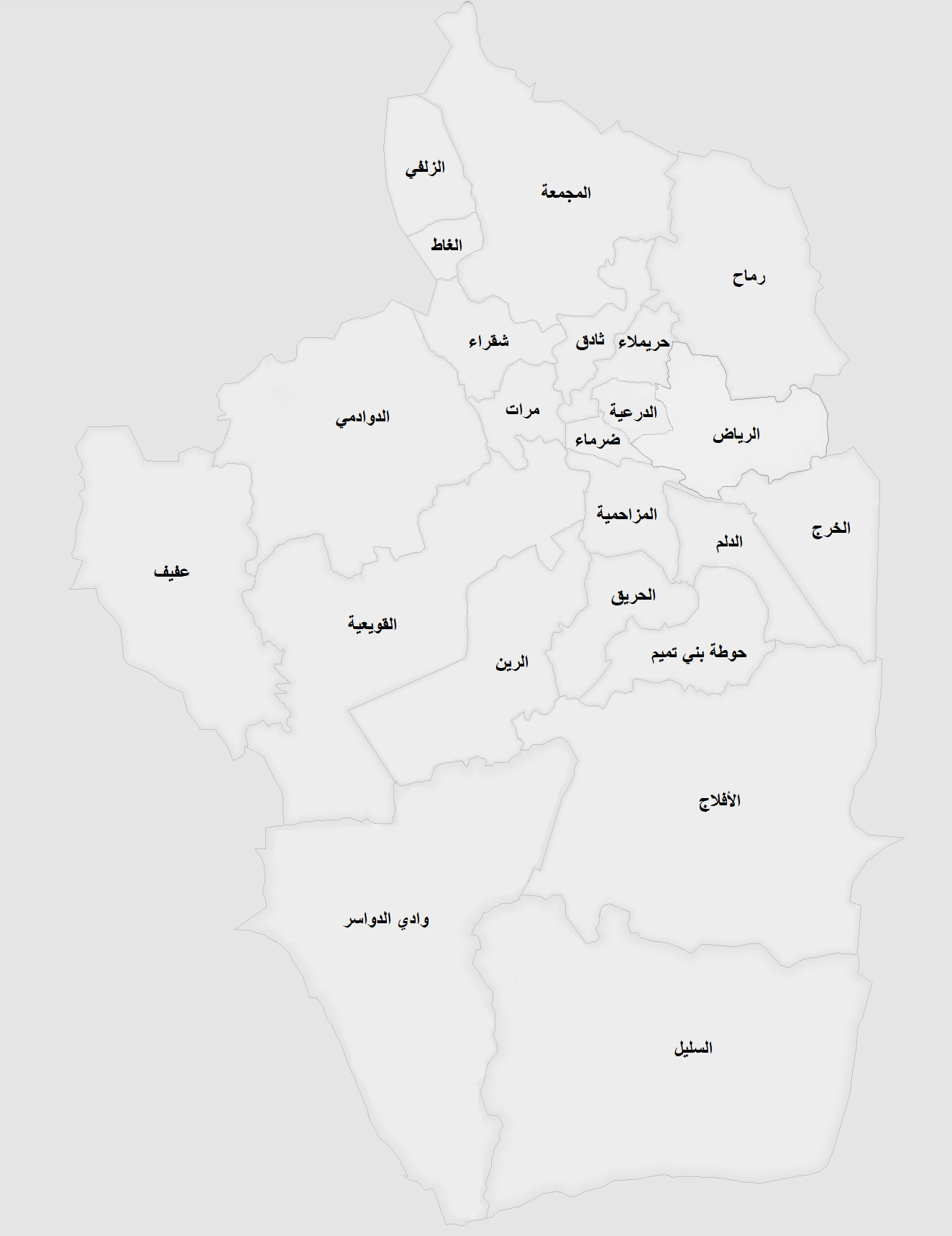
موقع المجمعة بالنسبة لمنطقة الرياض.

شهدت المجمعة العديد من المعارك والوقعات، والتي تعتبر من أهم ما شهدته نجد كأم العصافير بين الإمام عبد الله بن فيصل وبين الأمير محمد بن عبد الله بن رشيد ومعركة القاعية بين عبد العزيز بن فيصل بن الدويش وبين قوات مملكة الحجاز ونجد وقواتها ومعركة جراب بين الملك عبد العزيز وبين الأمير سعود بن عبد العزيز بن رشيد والتي لقي مصرعه فيها القائد وليام شكسبير وكانت معركة جراب عام 1333هـ،
وجراب والقاعية هي إحدى مراكز المجمعة، أما أم العصافير فهي روضة في المجمعة.

## المعالم الأثريّة
- قصر العسكر التاريخي، مبنى الإمارة قديما
- وقف الملك عبد العزيز بالمجمعة، والذي أمر به الملك عبد العزيز وخصص ريعه لحفظة القرآن والمدرس والدارسين والإمام والمؤذن، ويتكون الوقف من اثنا عشر دكان وأرض زراعية ويتولاه هيئة العامة للسياحة والتراث الوطني.
- قلعة المرقب الأثرية، يقول حمد بن عبد العزيز المزيني: «تعرضت قلعة منيخ على مر تاريخها للكثير من الأحداث ومنها: مهاجمتها من قبل الفضل حاكم الأحساء عام 615هـ لتعرض أهل منيخ للحاج الأحسائي. في عامي 1189هـ و 1193هـ تعرضت القلعة والبلد إلى حصار شديد من قبل سعدون بن عريعر والي الأحساء من قبل الدولة التركية لانضواء المجمعة تحت لواء الدولة السعودية الأولى ولكن بدون طائل. في عام 1234هـ هدمت أسوار الكثير من بلدان نجد بأمر محمد علي باشا حاكم مصر بعد ما حصل من تدمير للدرعية. ومنها أجزاء من سور المجمعة والقلعة. في عام 1237 وجه والي الأتراك على القصيم حسين بك أبي طاهر. قائده موسى كاشف على رأس حملة للاستيلاء على المجمعة قاعدة منطقة سدير. فحاصرتها واستطاعت دخول البلد والاستيلاء على القلعة. في عام 1239هـ دخل الإمام تركي بن عبد الله. مؤسس الدولة السعودية الثانية المجمعة ورتب قوة ترابط في قلعة منيخ. في عام 1299هـ في فترة الاضطرابات أواخر الدولة السعودية الثانية. حاصر الإمام عبد الله الفيصل قوة معادية استولت على هذه القلعة. في عام 1326هـ دخلت المجمعة تحت لواء الملك عبد العزيز. وفي عام 1327هـ زار جلالته المجمعة ورتبت سرية ترابط في قلعة منيخ».[11]

## الأندية
- نادي الفيحاء السعودي
- نادي الفيصلي السعودي

## ديربي سدير
يطلق على مباراة كرة القدم التي تجمع نادي الفيحاء ونادي الفيصلي ديربي المجمعة.

## جامعة المجمعة
أنشئت جامعة المجمعة بأمر ملكي برقم أ/194 من الملك عبدالله بن عبد العزيز بإنشاء جامعة المجمعة ورئيس جامعة المجمعة أ.د. صالح بن عبدالله المزعل.

## كليات جامعة المجمعة
- السنة التحضيرية
- كلية الطب
- كلية المجتمع
- كلية إدارة الأعمال
- كلية العلوم الطبية التطبيقية
- كلية علوم الحاسب والمعلومات
- كلية الهندسة
- كلية الرياضيات
- اللغة الإنجليزية[1]
- كلية الحاسب الآلي
- كلية التربية الإسلامية
- كلية طب الأسنان
- كلية الطب
- ولجامعة المجمعة عدد من الكليات تتوزع في عدة محافظات وهي الزلفي والغاط وحوطة سدير ورماح.

## أمراء المجمعة
- إبراهيم بن سليمان بن حمد العسكر من عام 1287 هـ عام 1314 هـ وقد عينه على الإمارة فيصل بن تركي.[14]
- عبدالله بن إبراهيم العسكر من عام 1314 هـ حتى 1343 هـ.
- عبدالعزيز بن عبدالله العسكر حتى عام 1348 هـ.
- محمد بن عبدالعزيز العسكر حتى عام 1349 هـ.
- عبدالله بن إبراهيم العسكر حتى عام 1350 هـ.
- عبدالعزيز بن عبدالله العسكر حتى عام 1358 هـ.
- إبراهيم بن عبدالله بن عرفج حتى 1360 هـ.
- مساعد بن خريميس حتى 1361 هـ.
- عبدالرحمن بن محمد المحارب حتى 1363 هـ.
- عبدالرحمن بن سعيد حتى 1367 هـ.
- محمد بن بتال حتى 1380 هـ.
- محمد بن محمد بن عبدالمحسن السديري حتى 1382 هـ.
- محمد بن معمر حتى 1387 هـ.
- درهوم بن صالح العذل حتى 1391 هـ.
- محمد بن عبدالله بن ناصر السديري حتى 1396 هـ.
- سعد بن محمد بن مقرن حتى 1398 هـ.
- عبدالله بن معمر حتى 1402 هـ.
- حمد بن جبرين حتى 1404 هـ.
- حمد بن عبدالرحمن الخثلان من 1406 هـ حتى 1420 هـ.
- عبدالله بن سعد المسعود حتى 1427 هـ.
- عبدالرحمن بن عبدالله بن فيصل بن فرحان آل سعود حتى 1444 هـ.

## أعلام المجمعة
- الأمير عبد الله بن إبراهيم العسكر
- د. عبد الله بن إبراهيم العسكر مؤلف ومؤرخ وعضو في مجلس الشورى السعودي
- الشيخ عبد الله بن علي الركبان
- معالي الشيخ عبد العزيز بن عبد المحسن التويجري
- معالي الوزير عادل بن أحمد الجبير وزير الدولة للشؤون الخارجية وعضو مجلس الوزراء، ووزير الخارجية السعودي الأسبق وسفير السعودية في الولايات المتحدة منذ 2007م وحتى 2015م.
- الأمير إبراهيم بن سليمان العسكر
- الأمير عبد العزيز بن عبد الله العسكر[15]
- معالي الوزير محمد بن أحمد الرشيد
- معالي الوزير ماجد بن عبد الله الحقيل
- الشيخ العلامة حمود بن عبد الله التويجري
- الشيخ عبد العزيز بن صالح الصالح عضو هيئة كبار العلماء وخطيب المسجد النبوي ورئيس محاكم منطقة المدينة المنورة
- الأستاذ عبد الله بن حمد الحقيل
- معالي الأستاذ فهد بن عبد الله العسكر، مساعد رئيس الديوان الملكي للشؤون التنفيذية ونائب السكرتير الخاص لخادم الحرمين[16][17]
- معالي الأستاذ خالد بن عبد العزيز التويجري رئيس الديوان الملكي الأسبق
- الأستاذ عثمان الصالح
- إبراهيم بن محمد الحجي وكيل وزارة المعارف سابقا.
- معالي الشيخ محمد بن إبراهيم الجبير رئيس مجلس الشورى السعودي ووزير العدل
- معالي الأستاذ عبد المحسن بن عبد العزيز التويجرينائب وزير الحرس الوطني
- الشيخ العالم إبراهيم بن عبد الله بن إبراهيم الشمري شيخ الإمام محمد بن عبد الوهاب وأستاذه.[18]
- الأمير أحمد بن ناصر الصانع
- الدكتور خالد الجبير

## ممن ولي القضاء في المجمعة
- الشيخ حسن بن حسين بن علي آل الشيخ
- الشيخ أحمد بن إبراهيم بن عيسى
- الشيخ عبد العزيز بن محمد آل الشيخ
- الشيخ عبد الله العنقري
- الشيخ عبد الله بن سيف
- الشيخ سليمان بن حمدان
- الشيخ أحمد التويجري
- الشيخ سليمان بن عبيد
- الشيخ عبد العزيز بن الشيخ
- الشيخ محمد المطوع
- الشيخ عبد الرحمن بن حمد الثميري
- الشيخ عبد العزيز بن صالح الحوشان
- الشيخ سعود بن رشود
- الشيخ عبد العزيز بن مرشد